# Joseph Saunders

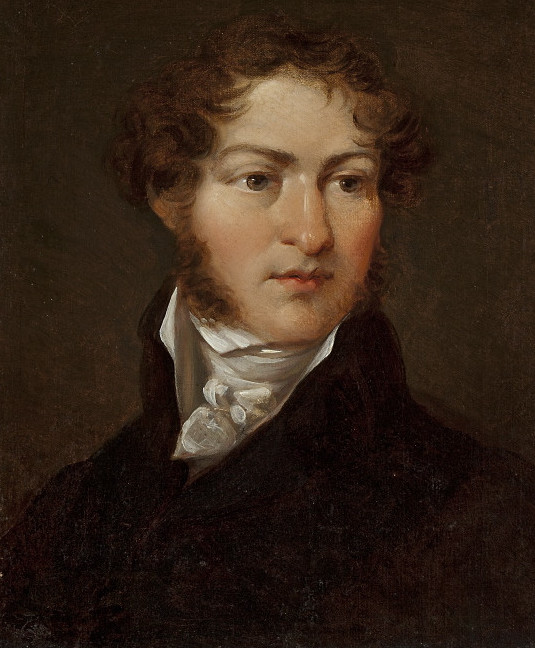
Jan Rustem, Porträt Joseph Saunders, Öl auf Leinwand, 28,3 × 23,5 cm, 1810er-Jahre, Nationalmuseum Warschau.

Joseph Saunders  (* 1773 in London; † 30. Dezember 1853 in Kremenez), in Litauen bekannt als Juozapas Saundersas, war ein englischer Druckgraphiker, Illustrator, Verleger und Professor, der in London, Sankt Petersburg, Vilnius und Florenz tätig war. Insbesondere für seinen Londoner Lebensabschnitt finden sich kaum gesicherte Informationen, während seine weitere Biographie durch oftmals widersprüchliche Angaben gekennzeichnet ist.

## Leben
Laut Anthony Cross ist das Leben und die Karriere von Joseph Saunders in England weitgehend unbekannt und weder seine Karriere vor seiner Tätigkeit in Russland noch die Umstände seiner Anwerbung zu rekonstruieren. Dies liegt in dem Umstand begründet, dass in den letzten Jahrzehnten des 18. Jahrhunderts verschiedene Künstler mit den Namen Saunders und Sanders in London tätig waren und in der Folge verwechselt wurden. So habe Redgrave vorgeschlagen, dass der in diesem Fall John Sanders genannte Künstler um 1750 in London geboren worden sei, bei dem Kupferstecher Gaetano Bartolozzi gelernt habe und dann nach Sankt Petersburg übersiedelte, blieb dabei jedoch unpräzise über die genaueren Umstände und Tätigkeiten. Hingegen gäbe das Allgemeine Lexikon der Bildenden Künste die korrekten Lebensdaten 1773–1845 an und datiert seinen Aufenthalt in der Hauptstadt des Zarenreiches auf die Jahre 1794 bis 1810. Nur Dmitri Alexandrowitsch Rowinski gibt einen Abriss von Saunders Karriere in Russland und verzeichnet 85 Stiche, die dieser dort ausführte. Einen Stich datierte er auf 1792, was sich mit der überlieferten Ankunft von Saunders im Jahr 1794 widerspricht; die weiteren Stiche sind alle auf die Jahre ab 1796 datiert.

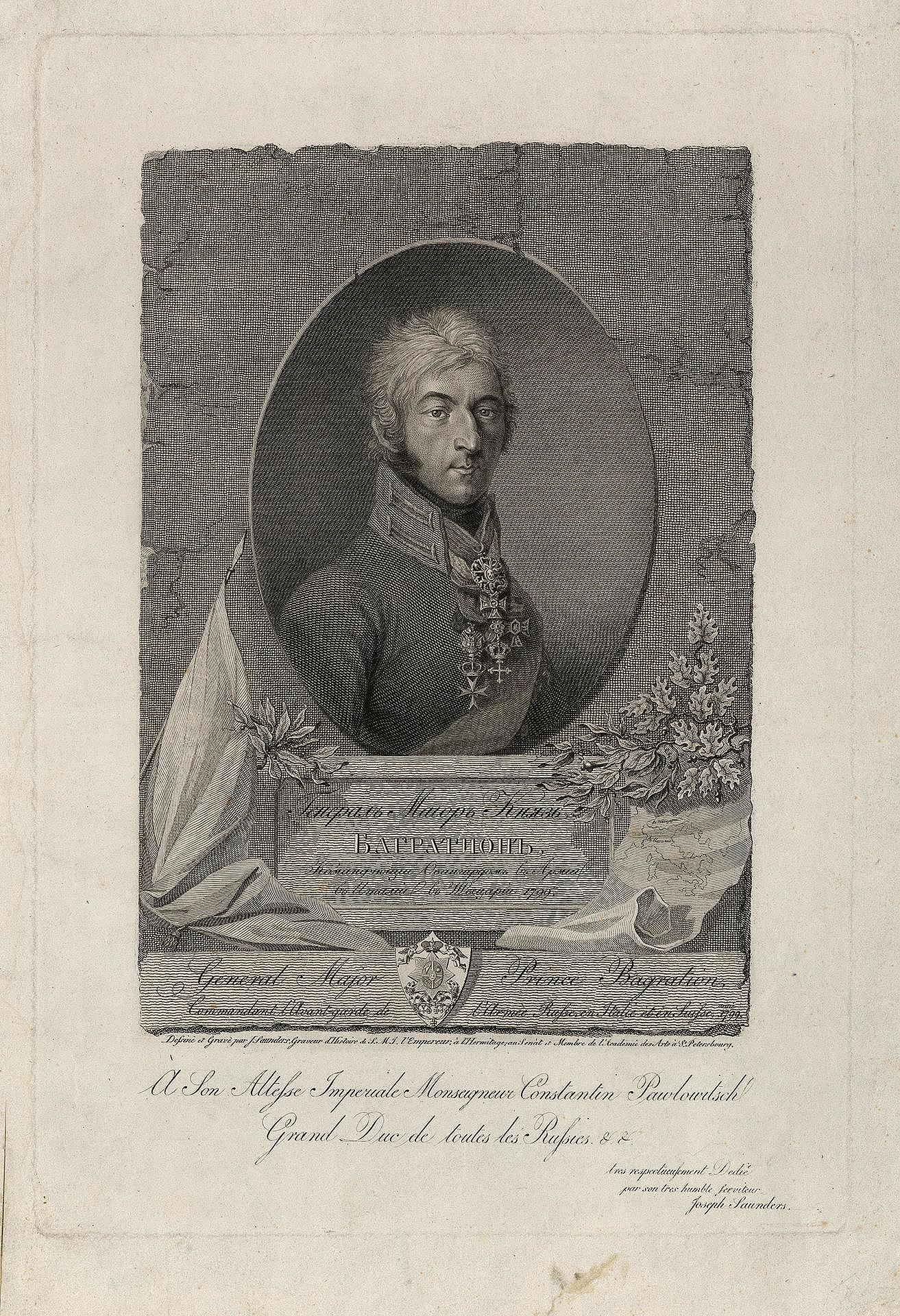
Joseph Saunders, Porträt des Generals Pjotr Iwanowitsch Bagration, Linienstich auf Papier, 46 × 29,2 cm, Eremitage.

Während der Regierungszeit von Zar Paul I. fertigte Saunders eine Reihe von Kupferstichen an, von denen der wohl interessanteste eine 1799 veröffentlichte Reproduktion von Guido Renis Caritas Romana war. Es handelte sich um einen Teil eines größeren Unterfangens: Fürst Alexander Andrejewitsch Besborodko hatte James Walker damit beauftragt, von seiner Kunstsammlung Reproduktionsstiche anfertigen zu lassen, die als La Galerie de Bezborodko publiziert werden sollten. Das Projekt wurde nicht abgeschlossen, da der Fürst 1799 verstarb, jedoch belegt Saunders Stich nach Reni, dass mit den Arbeiten daran bereits begonnen worden war. Die Reproduktion der Caritas Romana gehörte zu den beiden Kupferstichen, die er vor seiner Wahl in die Akademie der Künste am 18. August 1800 bei dieser einreichte. Bei dem zweiten handelte es sich um einen Stich nach dem Gemälde Junge Frau bei der Morgentoilette von Frans van Mieris dem Älteren, dass sich in der Eremitage befand. Saunders durfte wohl ab 1796 in den Räumlichkeiten der Eremitage arbeiten und folgte etwa 1802 Walker als kaiserlicher Graveur. Seine Reproduktion des Gemäldes von Mieris stellte die Fortsetzung von Walkers Sammlung von Drucken aus dem Jahr 1792 dar. Im Jahr 1805 wurden in Sankt Petersburg die ersten beiden Bände von La Galerie de l’Hermitage publiziert, zu denen Saunders 48 der 75 Stiche beisteuerte. Er reproduzierte unter anderem Werke von Leonardo da Vinci, Nicolas Poussin, Raffael, Rembrandt van Rijn, Peter Paul Rubens, Tizian, Anthonis van Dyck und Diego Velázquez.
Im Gegensatz zu Walker hinterließ Saunders nur wenige Porträtstiche. Einer zeigte seinen Mäzen Alexander Lwowitsch Naryschkin, ein anderer die Großfürstin Katharina Pawlowna. Am bekanntesten war jedoch sein Porträt des italienischen Architekten Giacomo Quarenghi. Im ersten Jahrzehnt unter der Regierung Zar Alexanders I. schuf sich Saunders eine Nische als Produzent von Vignetten für literarische und wissenschaftliche Werke. Gawriil Romanowitsch Derschawin, der von seinem Amt als Justizminister 1803 zurückgetreten war, war in diesem Zusammenhang ein bedeutender Förderer von Saunders. Nachdem dieser für die Publikation Anakreonticheskie Pesni aus dem Jahr 1804 drei Vignetten in Auftrag gegeben hatte, ließ er diesen für 2000 Rubel auch die Vignetten für die ersten drei Bände seiner gesammelten Werke im Jahr 1808 anfertigen. Der literarische Kreis um Derschawin schätzte Saunders Fähigkeiten. So illustrierten 1806 sieben seiner Stiche die Liricheskie Sochineniia von Derschawins Schwager Wassili Wassiljewitsch Kapnist. Saunders steuerte zudem auch drei Vignetten für Neopytnaia Muza, der 1809 bis 1912 erschienen dreibändigen Gedichtsammlung der Poetin Anna Petrowna Bunina, bei. Neben dieser freien Tätigkeit war er von 1805 an beim heraldischen Büro angestellt und mit der Schaffung von Wappenstichen sowie der Ausbildung von Lehrlingen betraut.
1809 oder 1810 wurde Saunders zum Professor für Gravur an die Universität Vilnius berufen. Der zweite seiner für Bunina angefertigten Stiche trägt die Signatur „J. S. Vilna 1810“. Für die folgenden Jahrzehnte von Saunders Leben führt Rowinski nur zwei Stiche auf. Im Rahmen seiner Tätigkeit erweiterte er die Sammlung der Universität um Gipsabgüsse antiker Skulpturen und Druckgraphik, die von Adam Jerzy Czartoryski in Sankt Petersburg gestiftet wurden. Er konzentrierte sich vor allem auf den Kauf von Originalgraphiken sowie graphischen Reproduktionen nach Werken berühmter Künstler.
Von 1818 an lebte und arbeitete Saunders in Florenz.

## Rezeption
Für die wissenschaftliche Rezeption von Joseph Saunders sind vor allem Anthony Cross und Inessa Svirida von Bedeutung. Cross, der Professor für Slavonic Studies an der University of Cambridge war, gilt als erster und einziger westlicher Autor, der sich intensiver mit Saunders beschäftigt hat. Er behandelt ihn in seiner 1997 vorgelegten Studie By the Banks of the Neva:Chapters from the Lives and Careers of the British in Eighteenth Century Russia, in der er die Karrieren von Engländern im russischen Zarenreich im Rahmen seines Interesses an den kulturellen Beziehungen zwischen England und Russland untersuchte. Svirida legte 1999 eine Studie zu Künstlern, ihren Ideen, Werken und Mäzenen im kulturellen Feld zwischen Sankt Petersburg, Warschau und Vilnius vor, in der sich ein Kapitel über den Künstler findet, das auf ihren Archivrecherchen beruht. Im ersten Band des 2012 veröffentlichten Tagungbandes History of Art History in Central, Eastern and South Eastern Europe machte sie ihre Ergebnisse in verkürzter Form auch auf englischer Sprache zugänglich.